# エア・インディア・エクスプレス
エア・インディア・エクスプレス (Air-India Express) は、インドのグルグラム及びハリヤーナー州を本拠地とする格安航空会社。エア・インディアの子会社である。

## 概要
2005年、エア・インディアによって近距離国際線を運航するために設立された。現在は国内線のほか、中東および東南アジアへの航空便を中心に担っている。
2022年、親会社のエア・インディアがタタ・グループに売却され、2023年3月、タタ・グループは傘下のエアアジア・インディアの残りの株式を取得し、同社をAIX コネクトにブランド名を変更し、エア・インディア・エクスプレスとAIX コネクトが合併することを発表した。
2024年10月1日、AIX コネクトとエア・インディア・エクスプレスの合併が完了したと発表した。

## 所有機材

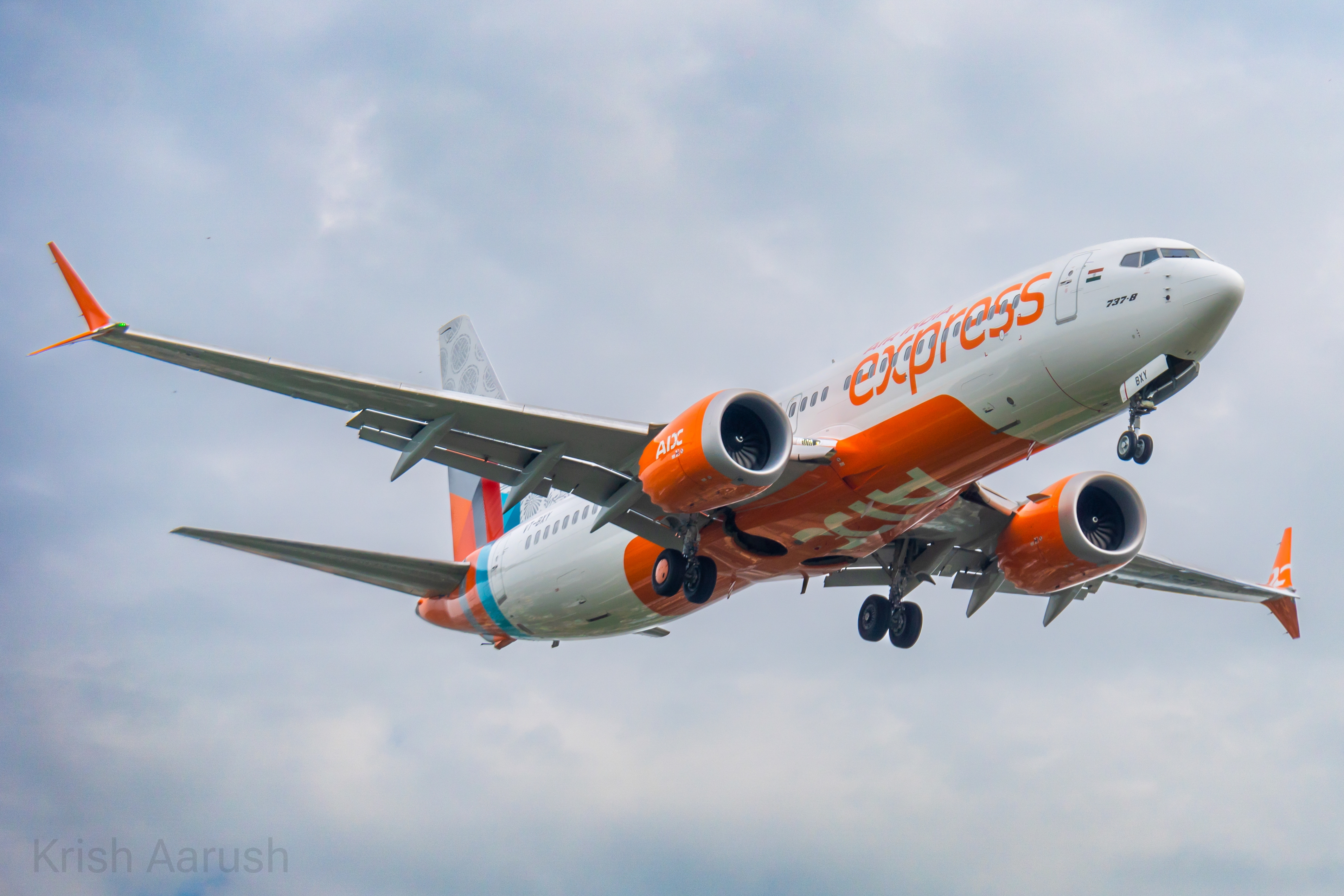
ボーイング 737 MAX8

- エアバスA320-200 24機
- エアバスA320neo 5機
- ボーイング737-800 26機
- ボーイング737MAX8 35機

## 就航都市
国内34都市、海外16都市を結んでいる。国内線ではエア・インディアとの住み分けが行われており、国際線は主に中東向けの便を運行している。エア・インディアとはコードシェア便を運行している。
| 国               | 都市                   | 空港                                               | 備考              |
| ---------------- | ---------------------- | -------------------------------------------------- | ----------------- |
| 南アジア         |                        |                                                    |                   |
| インド           | ポートブレア           | ヴィール・サーヴァルカル国際空港                   |                   |
| インド           | ビジャヤワーダ         | ヴィジャヤワーダ国際空港                           |                   |
| インド           | ヴィシャーカパトナム   | ヴィシャーカパトナム空港                           |                   |
| インド           | グワーハーティー       | グワーハーティー国際空港                           |                   |
| インド           | パトナ                 | ジェイ・プラカシュ・ナラヤン空港                   | 2025年1月から運航 |
| インド           | デリー                 | インディラ・ガンディー国際空港                     | ハブ空港          |
| インド           | ゴア                   | ダボリム空港                                       |                   |
| インド           | スーラト               | スーラト空港                                       |                   |
| インド           | ジャンムー             | ジャンムー空港                                     |                   |
| インド           | シュリーナガル         | シュリーナガル空港                                 |                   |
| インド           | ラーンチー             | ビルサ・ムンダ空港                                 |                   |
| インド           | ベンガルール           | ケンペゴウダ国際空港                               | ハブ空港          |
| インド           | マンガロール           | マンガロール国際空港                               | ハブ空港          |
| インド           | カンヌール             | カンヌール国際空港                                 | ハブ空港          |
| インド           | コーチ                 | コーチン国際空港                                   | ハブ空港          |
| インド           | コーリコード           | カリカット国際空港                                 | ハブ空港          |
| インド           | ティルヴァナンタプラム | トリヴァンドラム国際空港                           | ハブ空港          |
| インド           | グワーリヤル           | グワーリヤル空港                                   |                   |
| インド           | インドール             | デーヴィー・アヒリヤーバーイー・ホールカル空港     |                   |
| インド           | ムンバイ               | チャトラパティ・シヴァージー国際空港               | ハブ空港          |
| インド           | プネー                 | プネー空港                                         |                   |
| インド           | インパール             | インパール国際空港                                 |                   |
| インド           | ディマプル             | ディマプル空港                                     | 2025年1月から運航 |
| インド           | ブバネーシュワル       | ビジュー・パトナイク空港                           |                   |
| インド           | アムリトサル           | シュリー・グル・ラーム・ダース・ジー国際空港       |                   |
| インド           | ジャイプル             | ジャイプル国際空港                                 |                   |
| インド           | チェンナイ             | チェンナイ国際空港                                 |                   |
| インド           | マドゥライ             | マドゥライ空港                                     |                   |
| インド           | ティルチラーパッリ     | ティルチラーパッリ空港                             | ハブ空港          |
| インド           | ハイデラバード         | ラジーヴ・ガンディー国際空港                       | ハブ空港          |
| インド           | アガルタラ             | アガルタラ空港                                     |                   |
| インド           | バグドグラ             | バグドグラ空港                                     |                   |
| インド           | コルカタ               | ネータージー・スバース・チャンドラ・ボース国際空港 | ハブ空港          |
| インド           | アヨーディヤー         | マハリシ・ヴァルミキ国際空港                       |                   |
| インド           | ラクナウ               | チョードリー・チャラン・シン国際空港               |                   |
| インド           | ヴァーラーナシー       | ラール・バハードゥル・シャーストリー空港           |                   |
| バングラデシュ   | ダッカ                 | ハズラット・シャージャラール国際空港               |                   |
| 東南アジア       |                        |                                                    |                   |
| シンガポール     | シンガポール           | シンガポール・チャンギ国際空港                     |                   |
| タイ             | バンコク               | スワンナプーム空港                                 |                   |
| 西アジア         |                        |                                                    |                   |
| バーレーン       | マナーマ               | バーレーン国際空港                                 |                   |
| クウェート       | クウェートシティ       | クウェート国際空港                                 |                   |
| オマーン         | マスカット             | マスカット国際空港                                 |                   |
| オマーン         | サラーラ               | サラーラ国際空港                                   |                   |
| カタール         | ドーハ                 | ハマド国際空港                                     |                   |
| サウジアラビア   | ダンマン               | キング・ファハド国際空港                           | ハブ空港          |
| サウジアラビア   | ジッダ                 | キング・アブドゥルアズィーズ国際空港               |                   |
| サウジアラビア   | リヤド                 | キング・ハーリド国際空港                           |                   |
| アラブ首長国連邦 | アブダビ               | アブダビ国際空港                                   |                   |
| アラブ首長国連邦 | アル・アイン           | アルアイン国際空港                                 |                   |
| アラブ首長国連邦 | ドバイ                 | ドバイ国際空港                                     | ハブ空港          |
| アラブ首長国連邦 | ラアス・アル＝ハイマ   | ラアス・アル＝ハイマ国際空港                       |                   |
| アラブ首長国連邦 | シャールジャ           | シャールジャ国際空港                               | ハブ空港          |

## 事故
- エア・インディア・エクスプレス812便墜落事故
- エア・インディア・エクスプレス1344便着陸失敗事故

## その他
- 2024年5月、客室乗務員約100人が一斉に病気休暇を申請したため、85便が欠航となった[6]。